# 迪尔克·泰斯曼
迪尔克·泰斯曼（德語：Dirk Theismann，1963年6月8日—），德国男子水球运动员。他曾代表西德和德国参加1984年、1988年和1992年夏季奥林匹克运动会水球比赛，其中1984年奥运会获得一枚铜牌。